# John Cornell Magee
John Cornell Magee (* 1955 in San Francisco) ist ein US-amerikanischer Mediävist.

## Leben
Er erwarb 1978 den B.A. in Geschichte, Altphilologie, und Musikwissenschaft an der University of California at Berkeley und 1986 den Ph.D. in Mediävistik an der University of Toronto. Seit 1999 ist er Professor für Altphilologie und Mediävistik an der University of Toronto.
Seine Forschungsschwerpunkte sind spätantike Philosophie, Kommentartradition und Textkritik (insbesondere Boethius und Calcidius).

## Schriften (Auswahl)
- Boethius on signification and mind. Leiden 1989, ISBN 90-04-09096-7.
- (Hrsg.): Anicii Manlii Severini Boethii De divisione liber. Leiden 1998, ISBN 90-04-10873-4.
- (Hrsg.): Calcidius: On Plato’s Timaeus. Cambridge 2016, ISBN 978-0-674-59917-8.